# Урюпин, Иван Андреевич
Ива́н Андре́евич Урю́пин (род. 23 марта 1980 года, Москва) — российский композитор, аранжировщик, дирижёр, педагог. Известен как автор музыкального сопровождения к художественным и анимационным фильмам и сериалам.

## Биография
Иван Андреевич Урюпин родился 23 марта 1980 года в Москве. В 1999 году окончил Московский Государственный Музыкальный колледж им. А. Г. Шнитке с отличием. В 2001 году поступил в Московскую государственную консерваторию имени П. И. Чайковского. Факультет дирижирования. Окончил с отличием в 2006 году. Аспирант кафедры хорового дирижирования. Преподаватели: Юрий Потеенко, Виктор Елисеев, Борис Тевлин. Окончил в 2009 году. С 2011 года преподаватель Московской государственной консерватории им. П. И. Чайковского (Кафедра современного хорового исполнительского искусства). С 2017 года преподаватель Московской Школы Кино (курс композиции и оркестровки).
Является автором статей по искусствоведению в периодических изданиях «Московская консерватория» и «Музыкальное обозрение».
Работал в качестве композитора и аранжировщика с эстрадными коллективами и исполнителями: Филиппом Киркоровым, Антоном Макарским, Ларисой Долиной, Нонной Гришаевой,  «Доктор Ватсон», «Jukebox» и др.. Первое произведение к фильму создал в 2007 году, в котором был также актёром в эпизодической роли (лирическая мелодрама «Удачный обмен»). В 2010 году на экраны вышел первый российский компьютерный анимационный фильм «Белка и Стрелка. Звёздные собаки», к которому Иван Урюпин написал музыку и был дирижёром. Автор оркестровок и хоровых аранжировок народных и популярных песен. Профессионально сотрудничает с коллективами: Камерный хор Московской консерватории, Государственный академический русский хор имени А. В. Свешникова, Филармоническая хоровая капелла «Ярославия», Академический ансамбль песни и пляски внутренних войск МВД России. Сотрудничает с кинокомпаниями: «Киноатис», «Централ Партнершип», «Starmedia», «Epic Pictures» (США), «Продюсерская компания Александра Литвинова», «Северо-восточная Азия» (КНР), «Киностудия имени М. Горького», «Базелевс», «Союзмультфильм», «Валдай», «Юность», «Хранители тайн», «Центр национального фильма», «Сигур», «Стелла», «СПК» и др. Работает в жанрах кино: драма, боевик, анимация, комедия, фэнтези, мелодрама.

## Фильмография

### 2024
- «Про мою маму и про меня»
- «Радуга»

### 2022
- «Большое путешествие: Специальная доставка»
- «Ёлки-Иголки»
- «Крылья для друга»
- «Кукольник»

### 2021
- «Ваша тётя Люси»
- «Встречная полоса»
- «Суворов: Великое путешествие»
- «Пересуд»

### 2020
- «Белка и Стрелка: Карибская тайна»
- «Заговор»
- «Игра»
- «Комета Галлея»

### 2019
- «Большое путешествие»
- «Подкидыш»
- «Умка на ёлке»

### 2018
- «Белка и Стрелка. Тайны космоса»
- «Два хвоста»
- «Переезд!»
- «Петер-баас»
- «Товарищ со звёзд»

### 2017
- «Двойные неприятности. Кот и бобёр» 3D
- «Кани и Симба»
- «Отчий берег»
- «Трава для льва»
- «Вышла из дома старушка за хлебом и сладкой ватрушкой»

### 2016
- «Застывший ангел»
- «Хроника будущего. В. Жириновский»

### 2015
- «Необыкновенное путешествие Серафимы»
- «Приключения пешки»
- «Про лису, которая умела играть на скрипке»

### 2014
- «Белка и Стрелка. Лунные приключения»
- «Белка и Стрелка. Спортивная команда»
- «22 минуты»
- «Маша и Гоша»
- «Обнимая небо»
- «Планета Ай»

### 2013
- «Алиса знает, что делать!»
- «Карандаш, который брался за всё подряд»
- «Кукарача»
- «Метелица»
- «Стрекоза»

### 2012
- «Два барана»
- «Полковник Мурзин. Геометрия музыки»
- «Правда»
- «Российская наука. Нанотехнологии»
- «Русская Америка»
- «Сделка»
- «Сказки народов мира»

### 2011
- «Белка и Стрелка. Озорная семейка»
- «Дождь»
- «Мир входящему»
- «Наука России»
- «Просто филин»
- «Русский Леонардо»
- «Я разминулся со временем»
- Киножурнал «Хочу всё знать»

### 2010
- «Белка и Стрелка. Звёздные собаки»
- «Приключения в тридесятом царстве»
- «Секрет матрёшки»
- «Снова двое: я и Алёна»

### 2009
- «Заза»
- «Современные былины или сказка о русском духе»
- «Хармониум»

### 2008
- «Белый паровоз»
- «Во власти символа»
- «До кончика хвоста»
- «Роман. С»
- «Я знаю, как стать счастливым»

### 2007
- «Новые, никому неизвестные приключения Мюнхгаузена»
- «Таланты и мошенники»
- «Удачный обмен»